# Piriprolo
Il piriprolo è un farmaco veterinario ad attività insetticida utilizzato per uso topico, di solito sotto forma di pipette, per il trattamento di infestazioni parassitarie. È commercializzato con il nome: Prac-Tic.

## Indicazioni
Il piriprolo è usato per il trattamento ed anche la prevenzione delle infestazioni da parassiti succhiatori di sangue, in particolare pulci (Ctenocephalides canis e Ctenocephalides felis). Il farmaco è utilizzato nelle specie canine. 
La durata dell'efficacia del piriprolo nei confronti di nuove infestazioni da parassitarie persiste per un minimo di 4 settimane. Il medicinale può essere utilizzato anche come strategia per il trattamento preventivo e per il controllo della dermatite allergica da pulci.
Il farmaco viene anche utilizzato per trattamento e la prevenzione delle infestazioni da zecche quali la Ixodes ricinus, la Rhipicephalus sanguineus, la Ixodes scapularis, la Dermacentor reticulatus, la Dermacentor variabilis, e la Amblyomma americanum e, come nel caso delle pulci, il farmaco è somministrabile solo ai cani e presenta una durata di 4 settimane.

## Farmacocinetica
Dopo la somministrazione topica, il piriprolo viene assorbito lentamente dalla cute. Assorbito dalla cute, il farmaco viene metabolizzato e trasformato in due metaboliti principali. 
A seguito della somministrazione topica, la molecola si distribuisce rapidamente nel mantello dei cani nell'arco di 12 ore.